# Dr Irena Eris
Dr Irena Eris SA – polskie przedsiębiorstwo kosmetyczne z siedzibą w Piasecznie. Przedsiębiorstwo założone zostało w 1983 roku przez Irenę Eris (wł. Irena Szołomicka-Orfinger) i jej męża Henryka Orfingera.
Dr Irena Eris zajmuje się produkcją kosmetyków, a także pracami rozwojowymi i badawczymi w branży kosmetycznej. Prowadzi także sieć salonów kosmetycznych pod marką Kosmetyczne Instytuty oraz trzy hotele spa na terenie Polski.
Produkcja kosmetyków odbywa się w zakładzie produkcyjnym w Piasecznie. Uruchomione w 1999 roku Centrum Naukowo-Badawcze mieści się w Warszawie przy ul. Puławskiej.
W styczniu 2023 roku spółka Dr Irena Eris S.A. przejęła Przedsiębiorstwo Farmaceutyczne Sulphur Zdrój exim sp. z o.o., producenta leków OTC oraz kosmetyków uzdrowiskowych, bazujących na naturalnych kopalinach.
W czerwcu 2023 roku Dr Irena Eris rozpoczęła ofertę publiczną z planem wejścia na GPW. Oferta została odwołana „z uwagi na niesprzyjające warunki rynkowe”.
Marki kosmetyczne należące do spółki Dr Irena Eris S.A.:
- Dr Irena Eris
- Lirene Dermoprogram
- Pharmaceris
- Emotopic
- Sulphur Busko Zdrój.